# 12318 Кестнер
12318 Кестнер (12318 Kastner) — астероїд головного поясу, відкритий 30 квітня 1992 року.
Тіссеранів параметр щодо Юпітера — 3,187.